# Mónica Xavier
Mónica Xavier (Montevideo, 16 de desembre de 1956), és una política uruguaiana, doctora en medicina amb postgrau en cardiologia i senadora de la República. Es va convertir en la primera legisladora llatinoamericana de la Unió Interparlamentària Mundial.
Entre 2012 i 2015 Xavier ocupà el càrrec de presidenta de la coalició política d'esquerra Front Ampli.

## Activitat política
El 1984 va integrar la Direcció Clandestina del Partit Socialista de l'Uruguai durant la dictadura militar. En la legalitat va ser elegida per integrar el Comitè Central i el Comitè Executiu del PS, on va ser designada Subsecretària Nacional d'Organització del Partit. El 1997 va ser nomenada Presidenta de la Comissió Nacional d'Organització del Front Ampli, un partit d'ideologia esquerrana.
Un any més tard, va ser designada un dels tres delegats del President del Front Ampli, el també metge Tabaré Vázquez (2005-2010). El 1999 va integrar l'equip de campanya electoral designat per Vázquez per a les eleccions nacionals, en l'àrea d'organització i com a responsable política de l'àrea publicitària.
Va ser finalment elegida pel Congrés del Partit Socialista com a tercera candidata al Senat de la República per a les eleccions nacionals d'octubre d'aquell any. El 2004, ocupa el segon càrrec dins del Congrés i es presenta al Senat durant les eleccions presidencials.
Entre altres coses, Xavier va integrar la Comissió Nacional pro Referèndum contra la Llei de Caducitat de la Pretensió Punitiva de l'Estat i va ser membre de la Comissió Nacional per la defensa de les Empreses Públiques.
Ha participat en reunions internacionals en defensa dels drets humans, en general, i de la dona, en particular, en països com l'Argentina, el Brasil, Indonèsia, el Marroc, els Estats Units, Suïssa, Jordània, etcètera.
El 30 de juny de 2012 assumeix la presidència del Front Ampli, després d'haver guanyat les eleccions internes de la coalició. Va mantenir el càrrec fins al 2015. El 2016 fou nomenada Secretaria General del Partido Socialista, càrrec que mantindria fins al 2019.